# أغسطس ماكسويل
أغسطس ماكسويل (بالإنجليزية: Augustus Maxwell)‏ هو محامي وقاضي وسياسي أمريكي، ولد في 21 سبتمبر 1820 في إلبيرتون في الولايات المتحدة، وتوفي في 5 مايو 1903 في تشيبلي في الولايات المتحدة. حزبياً، نشط في الحزب الديمقراطي. وقد انتخب عضو مجلس ولاية فلوريدا وانتخب عضو مجلس نواب فلوريدا وانتخب عضو مجلس النواب الأمريكي.